# Fritz Ringgenberg
Fritz Ringgenberg (* 26. Juli 1891 in Leissigen; † 22. April 1977 in Meiringen) war ein Schweizer Bankangestellter und Bühnenautor in Mundart.

## Leben
Fritz Ringgenberg war der jüngste Sohn des Landwirts Albrecht Ringgenberg und dessen Ehefrau Susanna Margaritha (geb. Mühlemann). Er war seit 1920 mit Johanna Brügger verheiratet. Die Malerin Züsi Ringgenberg (* 22. April 1921 in Meiringen; † 25. Juni 2007 ebenda) war ihre gemeinsame Tochter.
Nach dem Schulbesuch in Leissigen, verbrachte Ringgenberg 1907 ein Welschlandjahr in Payerne, erhielt von 1908 bis 1911 eine Ausbildung zum Bankkaufmann bei der Kantonalbank in Interlaken und war darauf als Bankangestellter in Bern, Delsberg und Ajaccio auf Korsika tätig, bevor er 1915 in die Zweigstelle der bernischen Kantonalbank in Meiringen kam, deren Leiter er von 1920 bis 1957 war.
1926 gründete er, gemeinsam mit dem Maler Arnold Brügger, die Puppenbühne Meiringer Marionetten, die unter anderem das in Berner Oberländer Dialekt verfasste Sagenspiel Drei Meitleni von Isenbolden, mit einer Vertonung von Fritz Leuthold (1869–1946), uraufführten.

## Schriftstellerisches und heimatkundliches Wirken
Ringgenberg verfasste eine Vielzahl an Festspielen, Dramen, Gedichten und Balladen im Dialekt des Oberhasli, sowie Dramen in Hochdeutsch. Seine kenntnisreichen Texte zur Geschichte und Tradition zeugen von seiner Verbundenheit mit der Region; er betätigte sich auch als Sagensammler, die er als Balladen in seiner Schrift Si sägen, das vor alten Zyten veröffentlichte.
Er publizierte in verschiedenen Tages- und Monatszeitungen seine Geschichten und Gedichte, so unter anderem in Der Bund sowie Artikel mit regionalen Beschreibungen in der Deutschen Alpenzeitung sowie in der Monografie Bern, Land und Leute zwischen Finsteraarhorn und Doubs.
Bei der 600-Jahr-Feier 1934 von Oberhasli wurde sein Stück Isen im Fiir mit 1.000 Mitwirkenden aufgeführt, das von Fritz Leuthold vertont worden war; anschliessend plante er, gemeinsam mit dem in Meiringen neu gegründeten Verein der Freilichtspiele Oberhasli, aufgrund der ereignisreichen Geschichte, einen Zyklus von Volksfestspielen zu schaffen. Seine Stücke wurden unter anderem am Restiturm aufgeführt. Seine Stücke, in der er gelegentlich Regisseur und Darsteller war, wurden unter anderem in der Regie von Rudolf Joho aufgeführt sowie als Hörspiele im Radio gesendet.
Der Festchor des Schweizer Gesangfest Meiringen vertonte seine Lieder 2015 auf einer CD.
Sein Nachlass wurde 2001 durch seine Tochter an die Kulturgeschichtliche Sammlung in Meiringen übergeben.

## Mitgliedschaften
Er war bis 1948 Präsident des Meiringer Verkehrsvereins und bis zu seinem Tod Mitglied im Berner Schriftstellerverein in Schwarzenburg.

## Ehrungen und Auszeichnungen
- 1951: Gemeinderat der Stadt Bern: Literaturpreis für sein Gesamtwerk[18];
- 1956: 1. Preis der Gesellschaft für das schweizerische Volkstheater;
- 1958: 1. Preis der Gesellschaft für das schweizerische Volkstheater;
- 1961: Gemeinderat der Stadt Bern: Literaturpreis für sein Gesamtwerk[19];
- 1962: Kanton Bern: Literaturpreis für seine Gedichte in Oberhaslimundart[20];
- 1962: Gesellschaft schweizerischer Dramatiker: Anerkennungspreis in Verbindung mit 500 Franken für sein Versdrama Jürg Jenatsch[21];
- 1964: Ehrenbürger von Meiringen aufgrund seiner kulturellen Beiträge als Dichter und Schriftsteller[22][23].
- 1967: Schweizerische Schillerstiftung für sein dramatisches Schaffen in Verbindung mit 3000 Franken[24];
- 1972: Gemeinderat der Stadt Bern: Literaturpreis für seinen Lyrikband In hangenden Rächten, in Verbindung mit 3000 Franken[25].

## Schriften (Auswahl)
- Thymian: Gedichte. Meiringen: Kunstanstalt Brügger A.-G., 1922.[26]
- Schöne Tage. In: Der Bund vom 2. August 1923. S. 1 (Digitalisat).
- Am heiligen Abend. In: Der Bund vom 25. Dezember 1923. S. 9–12 (Digitalisat).
- Eine Osternacht. In: Der Bund vom 18. April 1924. S. 1–2 (Digitalisat).
- Eine Osternacht (Schluss). In: Der Bund vom 20. April 1924. S. 1–2 (Digitalisat).
- Der Kranz. In: Der kleine Bund – Sonntagsbeilage des "Bund" vom 10. August 1924. S. 251–253 (Digitalisat).
- Der Kranz (Schluss). In: Der kleine Bund – Sonntagsbeilage des "Bund" vom 17. August 1924. S. 257–259 (Digitalisat).
- Bärghewet in Oberhasli. In: Der Bund vom 19. Juli 1925. S. 6 (Digitalisat).
- Drei Meitleni von Isenbolden. 1926.
- Der falsche Wechsel. In: Die Berner Woche in Wort und Bild. Band 16, Heft 1, S. 6–8 und Heft 2, S. 2325 (Digitalisat). 1926.
- Frühsommer im Wallis. In: Der Bund vom 11. Juni 1927. S. 1–4 (Digitalisat).
- Balthasar. In: Der Bund vom 29. Juni 1928. S. 1–4 (Digitalisat).
- Im Schtall vun Bethlahem (Hasli-Mundart). In: Der Bund vom 25. Dezember 1928. S. 8 (Digitalisat).
- Von Riesen und Zwergen. In: Der Bund vom 23. Oktober 1929. S. 1–5 (Digitalisat).
- Der Bergführer. In: Der Bund vom 31. Juli 1930. S. 1–3 (Digitalisat).
- Isen im Fiir: Festspiel zur 600-Jahrfeier Bern-Oberhasli. Meiringen: Brügger, 1934.[27][28]
- En niwwi Zyt – Reformationsspiel aus dem Oberhasli in 15 Bildern. 1935.[29][30]
- 8. Arlberg-Kandahar Rennen in Mürren. 9./10. März 1935. In: Der Schneehase. Jahrbuch des Schweizerischen Akademischen Ski-Clubs. Band 3, Nr. 9, 1935, S. 242–244 (Digitalisat).
- Kristall. 1936.[31][32][33]
- Sempach. 1940.[34][35]
- O, Gryffensee – Drama aus dem alten Zürcherkrieg (St. Jakob an der Birs). 1941.[36]
- Heu und Holz. In: Die Schweiz. 1944. Heft 9. S. 10–11 (Digitalisat).
- Selbst im Osten und Westen. In: Die Schweiz. 1946. Heft 9. S. 10–11 (Digitalisat).
- Am Fiischteraarhorn. 1947.
- Fragmente. In: Der kleine Bund – Sonntagsbeilage des "Bund" vom 12. August 1949. S. 7 (Digitalisat).
- Ds Chupferdach. 1949.[37]
- Sempach – ein Winkelried-Drama in 10 Bildern. 1950.
- Der Häilig vun der Biehlen. 1950.[38]
- Ds Aarwasser rüüschet – Trauerspiel in 3 Aufzügen in Oberhasli-Mundart und Berndeutsch. Meiringen: Brügger, 1952.[39]
- Im Ring. 1953.
- Der Strythahn. 1955.[40]
- D'Strahlhäx. 1956.
- Maria Elisabeth –  Drama in fünf Akten aus der Zeit des Schweizerischen Bauernkrieges. 1959.[41]
- Di schneewyssi Uschuld: Lustspiel in 4 Akten nach der zehnten Novelle des vierten Tages aus dem Decamerone des Giovanni Boccaccio. 1959.[42]
- Gedichte. 1961.[43]
- Die weisse Kugel. 1963.
- Berner Wanderbuch 19 – Oberhasli: Meiringen, Inneertkirchen; Routenbeschreibungen von 23 Hauptrouten, 28 Nebenrouten, 21 Abzweigungen. 1964.
- D'Amazone –  berndeutsches Kammerspiel in 5 Akten. 1965.
- En Adler steihd uf yser Fahnen: Chronik der Lokalgeschichte. 1966.[44]
- Si sägen, das vor alten Zyten. Bern: Francke-Verlag, 1968.[45]
- In hangenden Rächten: Altes und Niwws us em Oberhasli. Bern: Francke Verlag, 1971.[46]
- Jakob Leuthold (1807–1843); ein Bergführerroman. Bern: Gute Schriften, 1972.
- Glut unter der Asche: historischer Roman aus dem Oberhasli. 1976.[47]
- Der Kristallpfarrer – ein Lebensbild. Bern: Bubenberg-Verlag, 1977.[48]